# Boz Scaggs
Boz Scaggs (Canton, 1944. június 8. –) amerikai énekes, dalszerző, gitáros.

## Pályakép
Boz Scaggs Oklahomában és Texasban nőtt fel. Steve Miller gitáros iskolai barátja volt, akivel az 1950-es évek végén a dallasi The Marksmen nevű zenekarban zenélt. Mindketten a Wisconsin–Madison Egyetemre jártak, és különböző blues- és rockzenekarokban játszottak együtt. 1963-ban Boz Scaggs Dallasban belépett a The Wigs nevű R&B zenekarba, amellyel 1964-ben Európába ment. A Wigs felbomlott Angliában, de Scaggs még két évig Európában maradt. Első albumát 1965-ben Svédországban rögzítette Boz címmel. Miután 1967-ben visszatért az Egyesült Államokba, San Franciscóban telepedett le, ahol találkozott gyerekkori barátjával, Steve Millerrel. A Steve Miller Band tagjaként részt vett két album elkészítésében. 
1968-ban úgy döntött, hogy szólókarrierbe fog.
Az 1960-as évek szerződést írt alá az Atlantic Records kiadóval. 1969-ben kiadták a Boz Scaggs című albumot, de az csak a kritikusok és kritikusok kedvence lett. Az 1970-es évek elején a Columbia Recordsra váltott. A kereskedelmi siker továbbra is elkerülte, habár albumainak kritikái többnyire jók voltak. Csupán az 1976-os Silk Degrees lemez hozta meg a remélt sikert: hetekig a második helyen állt az amerikai albumlistákon, és négymillió példányban kelt el az USA-ban.
A legnagyobb sikereket elért Hits 1981 című albuma, és a Miss Sun című slágere után Boz Scaggs nagyrészt kivonult a zenei üzletből, és szinte kizárólag saját, San Francisco-i Slim's éjszakai klubjára koncentrált. Csak 1988-ban jelent meg új lemeze (Other Roads).
Boz Scaggst mára kifinomult és nagyon tapasztalt profi zenészként tartják számon. A But Beautiful című albummal a Great American Songbookból való dzsessz-sztenderdekben is kipróbálta magát.

## Albumok
- Boz: 1965
- Boz Scaggs: 1969
- Moments: 1971
- Boz Scaggs & Band: 1971
- My Time: 1972
- Slow Dancer: 1974
- Silk Degrees: 1976
- Down Two Then Left: 1977
- Middle Man: 1980
- Other Roads: 1988
- Some Change: 1994
- Come on Home: 1997
- Fade Into Light: 1999/2005
- Dig: 2001
- The Lost Concert: 2001
- But Beautiful: 2003
- Greatest Hits Live DVD/CD: 2004
- Speak Low: 2008
- Memphis: 2013
- A Fool To Care: 2015
- Out Of The Blues: 2018

## Díjak
- 1977: Best Rhythm & Blues Song: „Lowdown ”

## Fordítás
Ez a szócikk részben vagy egészben  a   Boz Scaggs című német Wikipédia-szócikk ezen változatának fordításán alapul.  Az eredeti cikk szerkesztőit annak laptörténete sorolja fel. Ez a jelzés csupán a megfogalmazás eredetét és a szerzői jogokat jelzi, nem szolgál a cikkben szereplő információk forrásmegjelöléseként.